# 无影山街道
无影山街道，是中华人民共和国山東省济南市天桥区下辖的一个乡镇级行政单位。

## 行政区划
无影山街道下辖以下地区：
无影潭社区、运输新村社区、前黄屯社区、后黄屯社区和翡翠郡社区。